# Yoúrkas Seïtarídis
Yeóryos Seïtarídis (en grec : Γεώργιος Σεϊταρίδης), plus connu sous le nom de Yoúrkas Seïtarídis (Γιούρκας Σεϊταρίδης), né le 4 juin 1981 au Pirée, est un footballeur grec évoluant au poste de défenseur.

## Biographie
Le nom Yoúrkas (équivalent de Georges en dialecte grec pontique, région dont la famille du joueur est originaire) est apposé sur ses maillots.
Il est le petit-fils de Yoúrkas Seïtarídis, ancien joueur du Panathinaïkos en 1945, puis de Prodeftiki entre 1946 et 1953.
Il a remporté l'Euro 2004 avec l'équipe de Grèce.

## Carrière
- 1998-2000 (déc.) : PAS Giannina ( Grèce).
- 2000 (déc.)-2004 : Panathinaïkos ( Grèce).
- 2004-2005 : FC Porto ( Portugal).
- 2005-2006 : Dynamo Moscou ( Russie).
- 2006-2009 : Atlético Madrid ( Espagne)[1]
- Depuis 2009 : Panathinaïkos ( Grèce)

## Palmarès
- Vainqueur du Championnat d'Europe des nations de football : 2004 (Grèce).
- Champion de Grèce : 2004, 2010
- Coupe de Grèce de football : 2004
- 72 sélections (1 but) avec la Grèce.